# Igor Tarassioux
Igor Tarassioux (né le 22 octobre 1977) est un joueur français de rink hockey, qui prend sa 1re licence de Rink-Hockey en 1984 au ROC Vaulx-en-Velin qu'il quittera 2 saisons (2005-2006 et 2006-2007) pour le SCRA St Omer, avant de revenir au ROC Vaulx en Velin. Aujourd'hui il joue en N3 à la Vendéenne (2014-2015) après 2 saisons en N2 avec l'ASTA Nantes (2012 et 2013).
Il a été international sans interruption de 1992 (Eurojeunesse à Viarreggio) jusqu'au mondial 2009 à Vigo, soit une carrière internationale de 18 ans, toutes catégories d'âge confondues.

## Palmarès

### Champion de France
- Benjamin : 1987 (surclassé)
- Minime : 1992
- Cadet : 1991(surclassé) 1993 - 1994
- Junior : 1993(surclassé) 1994(surclassé) - 1995
- 2e Division  : 2008
- 1re Division : 2006 avec le SCRA St Omer
- 3e Division : 2015 avec La Vendéenne

### 1ère DIVISION
- 1994, 1996 et 2001 : 5e
- 1995, 1998 et 1999 : 4e
- 1997 et 2000 : 2e

Dès son accession à la 1re division, Igor Tarassioux participe à 9 coupes européennes , dont 3 champion's league (dont l'une avec le SCRA Saint Omer).

### En équipe nationale
- Euro Jeunesse  : 1992 (Viarreggio)- 1993 (La Roche sur Yon)
- Euro Junior  : 1994 (Wuppertal)- 1995 (La Roche sur Yon)- 1996 (Parme)
- Coupe latine : 1995 – 1996 - 1997 – 1998 – 1999 – 2000 – 2001
- Euro Senior  : 1996 (Salsomaggiore) – 1998 (Porto) – 2000 (Wimmis blessé) – 2002 (Florence) – 2004 (La Roche sur Yon) – 2006 (Monza) – 2008 (Oviedo)
- Championnat du monde A  : 1995 (Brésil-remplaçant) – 1997 (Wuppertal blessé)- 1999 (Reus)- 2001 (San Juan) – 2003 (Porto) – 2005 (San José) – 2007 (Montreux)- 2009 (Vigo)

À l'issue du mondial 2009 à Vigo, Igor Tarassioux annonce sa retraite internationale.